# Marion Vernoux
Marion Vernoux (Montreuil, 29 de juny de 1966) és una directora de cinema , guionista i lletrista francesa.

## Biografia
Marion Vernoux és l'única filla d'un director de càsting i una decoradora. Com a resultat, es va trobar immersa en el món del cinema des de la infància, ja fos als estudis de Boulogne a Boulogne-Billancourt o en contacte amb actors i directors, com Bernard Blier, Henri Verneuil, Roman Polanski o fins i tot Patrice Chéreau.
Després d'obtenir el seu baxillerat, es va convertir en ajudant de producció i guionista per a Pacific Palisades de Bernard Schmitt, una pel·lícula inspirada en una època com a cambrera als Estats Units. També és coautora, amb Florent Pagny, de la cançó N'importe quoi que interpreta aquest últim.
El 1991, va fer la seva primera producció, Pierre qui Roule, una pel·lícula de televisió per al canal de televisió Arte. Tres anys després, el seu primer llargmetratge, Personne ne m'aime, protagonitzat sobretot per Bernadette Lafont, Bulle Ogier i Jean-Pierre Léaud. La seva pel·lícula de 1999 Rien à faire va ser presentada a la competició principal al 56a Mostra Internacional de Cinema de Venècia, guanyant la Medalla d'Or del President del Senat italià.
És membre del col·lectiu 50/50 que té com a objectiu promoure la igualtat de dones i homes i la diversitat en el cinema i l'audiovisual.

### Vida privada
Va ser la dona del director Jacques Audiard, conegut l'any 1988, amb qui va tenir tres fills.

## Filmografia

### Director i guionista
Televisió
- 1991 : Pierre qui roule
- 1996 : Ded@ns, segment de L'@mour est à réinventer, dix histoires d'amours au temps du sida
- 2000 : Drugstore, segment de Scénarios sur la drogue
- 2008 : Rien dans les poches
- 2021 : Comme des reines

Cinema
- 1994 : Personne ne m'aime
- 1996 : Love, etc.
- 1999 : Rien à faire
- 2001 : Reines d'un jour
- 2004 : À boire
- 2013 : Les Beaux Jours
- 2015 : Et ta sœur
- 2018 : Bonhomme

### Només guionista
- 1990 : Pacific Palisades, de Bernard Schmitt
- 1998 : La voie est libre, de Stéphane Clavier
- 1999 : Vénus Beauté (Institut), de Tonie Marshall
- 2003 : Jusqu'au bout de la route, de Jérôme Boivin (TV)

### Actriu
- 1996 : Je n'en ferai pas un drame de Dodine Herry
- 2016 : Grave de Julia Ducournau : l'infermera
- 2019 : Le Grand Bazar de Baya Kasmi : consellera RH

## Teatre
- 2013 : Les Bulles, adaptada d'una novel·la de Claire Castillon, Théâtre Marigny:[5] mise en scène

## Membre de jurat de festival
- 2019 : Festival Paris courts devant
- 2021 : Festival del Cinema Rus a Honfleur

## Publicació
- Mobile home (novel·la), Éditions de l'Olivier, 2017 ISBN 978-2-8236-1133-5, 220 p.